# Plage Noire
Das Plage Noire ist ein 2009 gegründetes und seit 2018 jährlich stattfindendes schwarzes Musikfestival, welches jeweils im April/Mai am Weissenhäuser Strand durch die Eventagentur FKP Scorpio veranstaltet wird.

## Hintergrund
In den zwei Tagen des Festivals wird dem Besucher neben Dutzenden Konzerten auch ein Rahmenprogramm mit Lesungen, Fashion/Styling-Workshops und nächtens ein Disko-Programm geboten.

## Veranstaltungsorte
Austragungsort ist die Ferienparkanlage, die während des Festivals exklusiv den Veranstaltungsgästen zur Verfügung steht.

## Lineup
- 2009: Mono Inc., In the Nursery, And Also the Trees, Rotersand, Anne Clark, Solitary Experiments, Deine Lakaien, Kirlian Camera, London After Midnight, Blutengel
- 2018: Ost+Front, Megaherz, Mono Inc., ASP, Chrom, Noisuf-X, Solar Fake, Zeromancer, apRon, Eden Weint Im Grab, Leichtmatrose, Schwarzer Engel, Unzucht, Lord of the Lost, Blutengel, Subway to Sally, VNV Nation, Empathy Test, Absurd Minds, Centhron, Diorama, Die Krupps, Suicide Commando, Johnny Deathshadow, Accessory, Florian Grey, Ewigheim
- 2019: Lacrimas Profundere, Merciful Nuns, Faderhead, Lizard Pool, Tanzwut, Project Pitchfork, Rotersand, Lights of Euphoria, In Strict Confidence, Schattenmann, Eisbrecher, Erdling, FabrikC, Zeraphine, Eisfabrik, Goethes Erben, Clan of Xymox, Oul, End of Green, Diorama, RROYCE, Saltatio Mortis, Hocico, Hell Boulevard, And One, De/Vision, Angels & Agony
- 2020: Fields of the Nephilim, Schandmaul, Diary of Dreams, Assemblage 23, Funker Vogt, Das Ich, Heldmaschine, Whispering Sons, Future lied to us, Adam is a Girl, Any Second, Front 242, L’Âme Immortelle, Joachim Witt, Letzte Instanz, SITD, Spetsnaz, Stahlmann, Aesthetic Perfection, Melotron, Vogelfrey, Sono, Massive Ego, Vanguard, Seelennacht, Steril, NightNight
- 2022: Subway to Sally, Lord of the Lost, Tanzwut, Nachtmahr, Frozen Plasma, Das Ich, Merciful Nuns, Heldmaschine, Future Lied to Us, Blitz Union, Painbastard, And One,  Deine Lakaien, Joachim Witt, Combichrist, De/Vision, In Strict Confidence, Aesthetic Perfection, Haujobb, Lacrimas Profundere, Clan of Xymox, Wisborg, Leichtmatrose, Manntra, The Foreign Resort, A Projection, NightNight